# Stanisława Rachwałowa
Stanisława Rachwałowa de domo Surówka, ps. Herbert, Herburta, Rysiek, Ryś, Zygmunt (ur. 29 czerwca 1903 w Rudkach, zm. 18 października 1985 w Rzeszowie) – pracowniczka wywiadu wojskowego Związku Walki Zbrojnej, Delegatury Sił Zbrojnych na Kraj oraz Zrzeszenia „Wolność i Niezawisłość”. Represjonowana przez władze podczas okupacji niemieckiej i w czasach PRL. Często określana mianem „Pileckiego w spódnicy”.

## Życiorys

### Młodość
Rachwałowa urodziła się 29 czerwca 1903 w Rudkach pod Lwowem. Wychowała się w patriotycznej rodzinie. Ukończyła lwowskie Gimnazjum Sióstr Urszulanek. Znała język niemiecki, francuski i włoski. W 1923 wyszła za mąż za Zygmunta Rachwała, oficera Wojska Polskiego i funkcjonariusza Policji Państwowej, z którym miała dwie córki – Annę i Krystynę vel Katarzynę.

### Działalność w polskim podziemiu
Zimą 1939 w Krakowie rozpoczęła pracę konspiracyjną w strukturach kontrwywiadu ZWZ, gdzie podlegała pod rozkazy Jana Hartwiga „Cypriana”. Posługiwała się wówczas pseudonimami „Herbert”, „Herburta”, „Rysiek”, „Ryś”.
W kwietniu 1941 została aresztowana przez gestapo w Krakowie. W trakcie przesłuchań była brutalnie bita i torturowana, wskutek czego straciła 9 zębów. Miesiąc później została wykupiona z więzienia za fundusze ZWZ i powróciła do pracy w kontrwywiadzie. W październiku 1942 została ponownie aresztowana.
W wyniku śledztwa uznano ją za „politycznie podejrzaną” i w grudniu 1942 wywieziono do obozu koncentracyjnego KL Auschwitz, gdzie otrzymała numer 26281. Dzięki znajomości języków, zatrudniono ją przy zakładaniu kartotek rzeczy osobistych, odbieranych więźniom po przywiezieniu ich do Oświęcimia. Tam przystąpiła do obozowego ruchu oporu – przesyłała z obozu raporty dla podziemia, zawierające datę przybycia transportu więźniów, nazwę miejscowości, z której pochodził transport oraz liczba osób.
18 stycznia 1945 obóz w Oświęcimiu ewakuowano, Rachwałowa została przeniesiona do KL Ravensbrück, a następnie do KL Neustadt-Glewe. 2 maja 1945 obóz został wyzwolony przez aliantów, Rachwałowa ważyła wówczas 46 kg. Po trzytygodniowej rekonwalescencji w angielskim szpitalu powróciła do Krakowa.

### Konspiracja antykomunistyczna
W czerwcu 1945 podjęła pracę w wywiadzie Delegatury Sił Zbrojnych na Kraj, organizującej konspirację antykomunistyczną. Od września pracowała również dla Zrzeszenia „Wolność i Niezawisłość”. Przyjęła pseudonim „Zygmunt”. 26 sierpnia 1946 UB założyło „kocioł” w jej mieszkaniu, ostrzeżona przeczekała pierwszą falę aresztowań w Krakowie. Po zaplanowaniu ucieczki z kraju, wyjechała do Warszawy, gdzie ukrywała się u dawnej koleżanki z Auschwitz-Birkenau Krystyny Żywulskiej. 30 października została aresztowana przez jej męża Leona Andrzejewskiego.
Po trwającym 11 miesięcy śledztwie, 29 września 1947 skazano ją na karę śmierci. Wyrok został jednak uznany za nieadekwatny do jej przewinień i w ponownym procesie, który odbył się 30 grudnia, Rachwałową skazano na karę śmierci, utratę praw publicznych i obywatelskich oraz przepadek mienia. 14 lutego 1948 Bolesław Bierut złagodził jej karę do dożywotnego pozbawienia wolności. 10 maja 1955 wyrok zredukowano do 15 lat pozbawienia wolności i utraty praw na 5 lat, a 4 maja 1956, na podstawie ustawy o amnestii, do 10 lat więzienia i utraty praw publicznych na 2 lata i 6 miesięcy. 30 października 1956 została zwolniona z więzienia.
Po wieloletnim pobycie w licznych więzieniach i obozach koncentracyjnych stan zdrowia Rachwałowej nie pozwalał jej na podjęcie jakiejkolwiek pracy. Zaprzestała także działalności politycznej, jednak mimo to przez wiele lat była inwigilowana przez Służbę Bezpieczeństwa, dzięki pozyskaniu tajnego współpracownika z jej bliskiego otoczenia.
Zmarła 18 października 1985 i została pochowana na Cmentarzu Wilkowyja w Rzeszowie.

## Upamiętnienie
- W 2019 Stanisława Rachwałowa była patronką Biegu Pamięci Żołnierzy Wyklętych w Lesznie[6].